# Begonia królewska

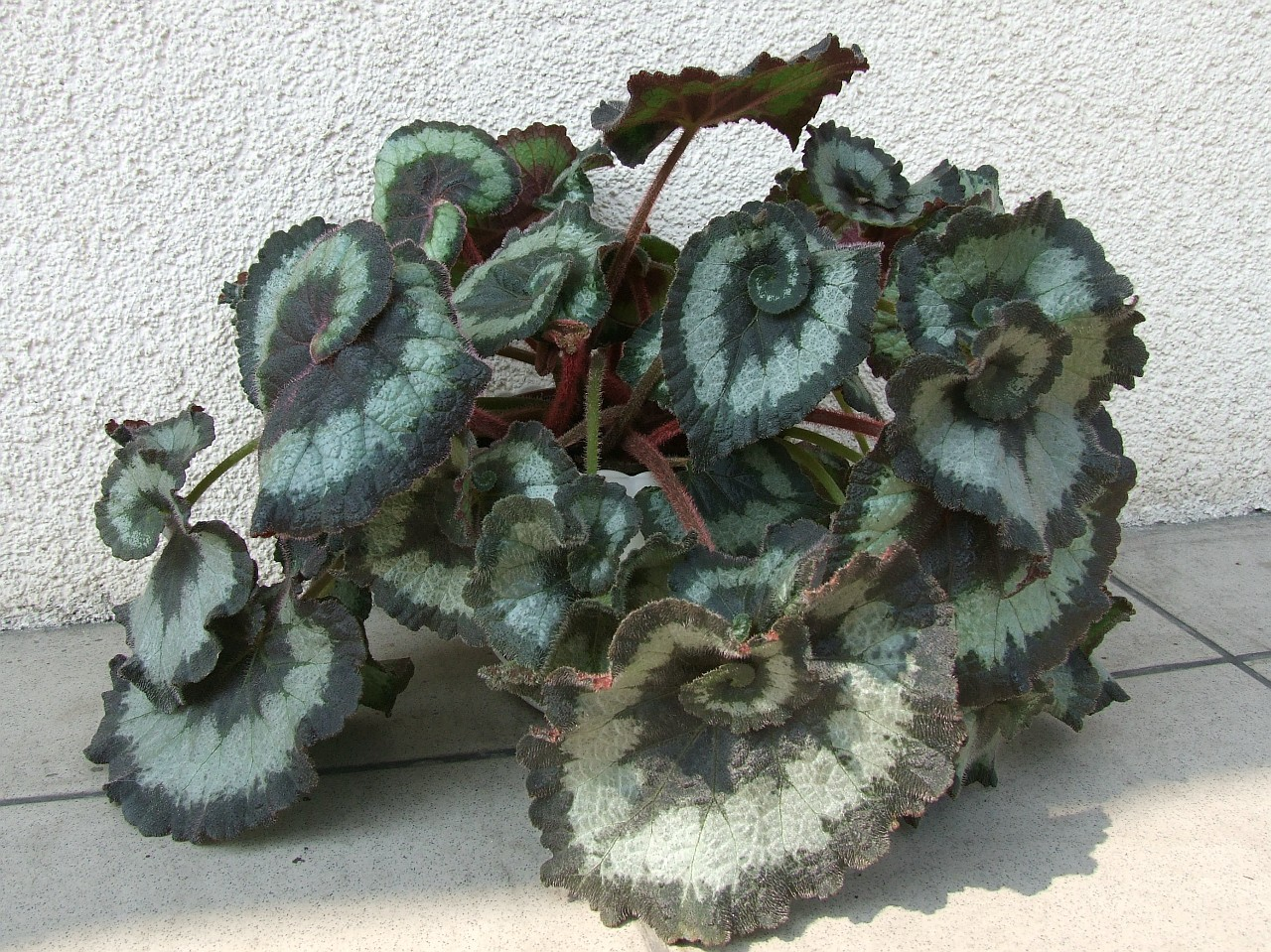
'Escargot'

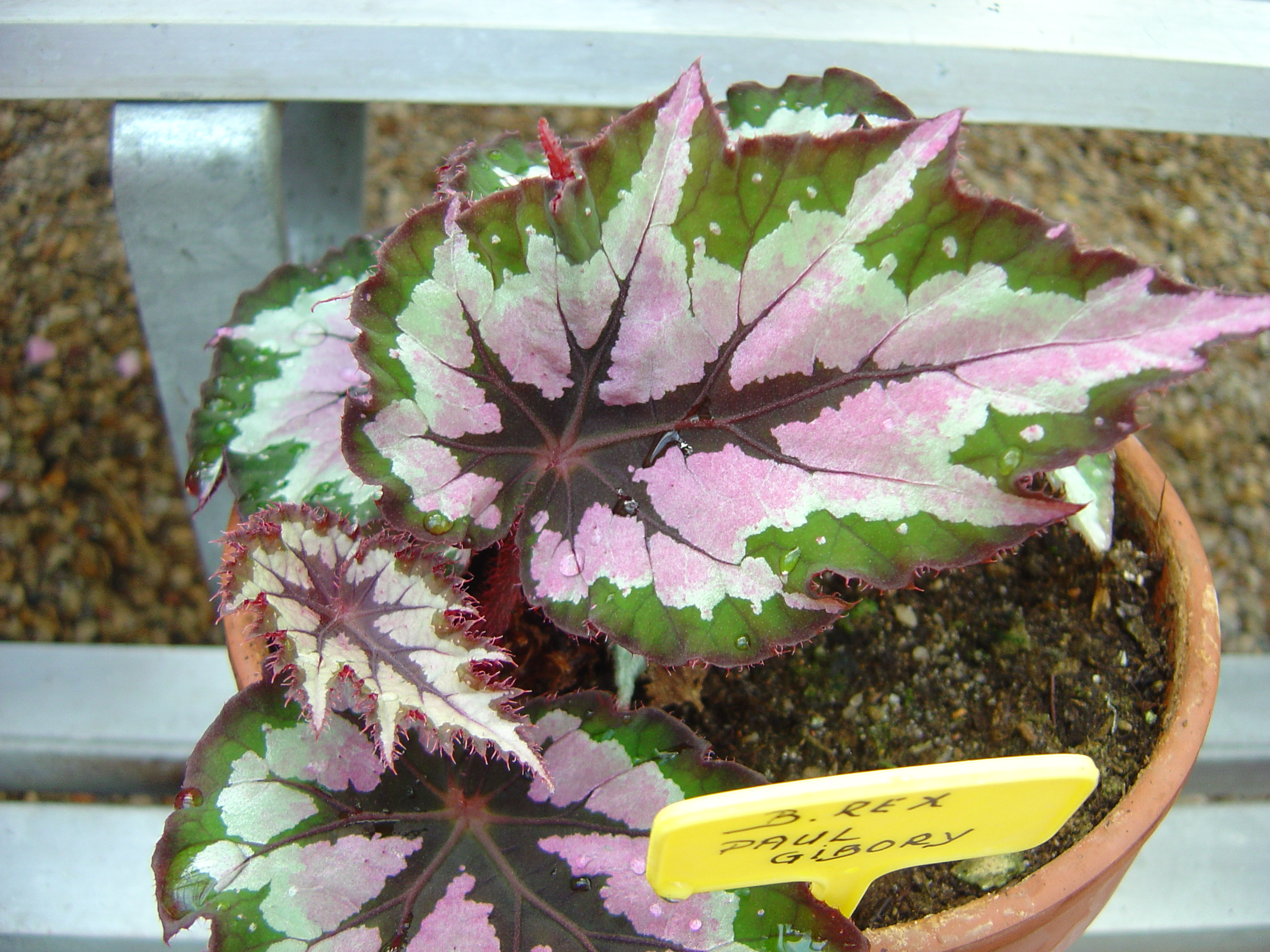
'Paul Gibory'

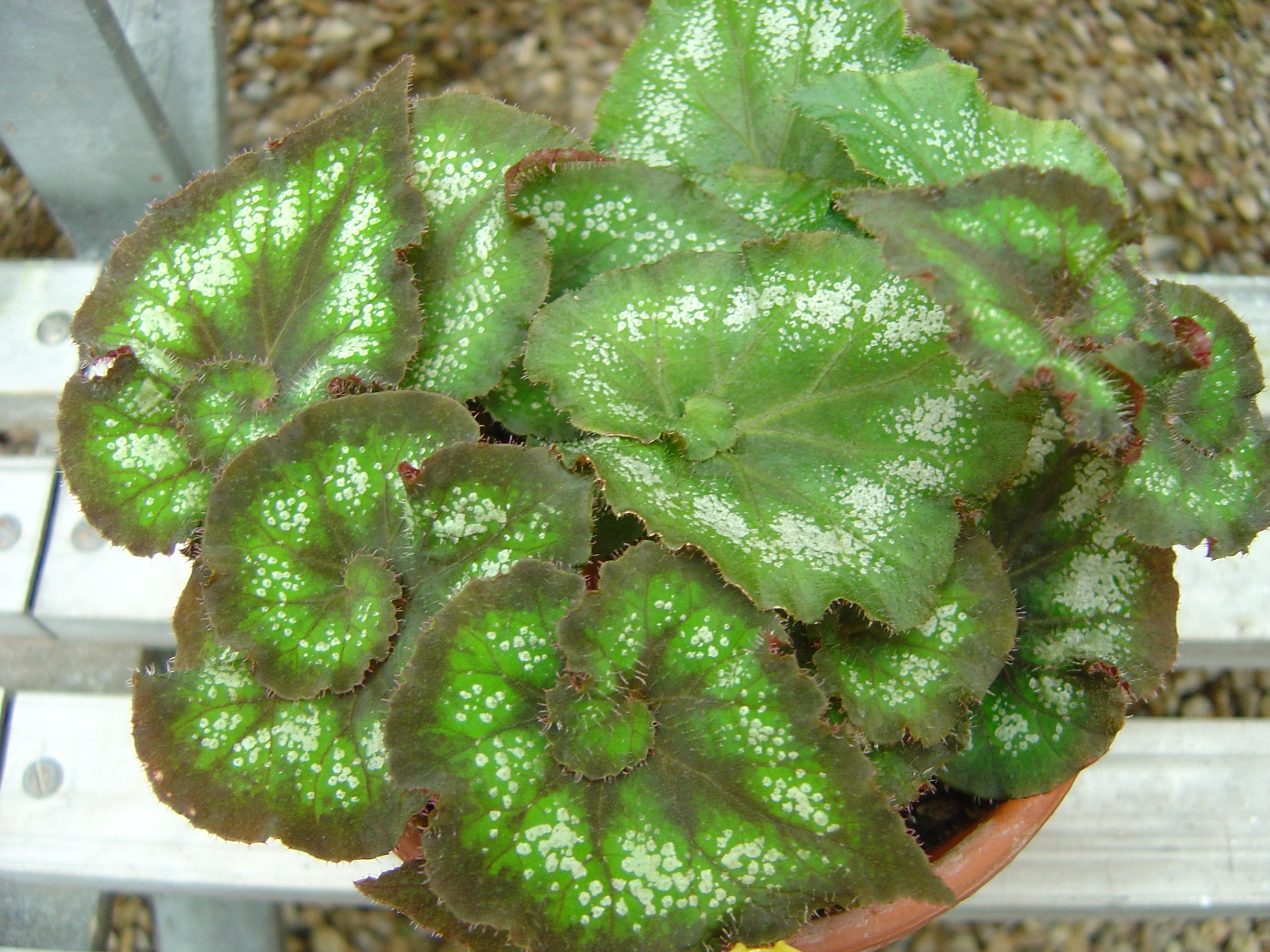
Begonia rex

Begonia królewska, ukośnica królewska (Begonia rex Putz.) – gatunek rośliny z rodziny begoniowatych. W stanie dzikim rośnie w północno-wschodniej części Indii (Asam), oraz w Chinach. Została sprowadzona do Anglii w 1858. Jest uprawiana jako roślina ozdobna, w Polsce głównie jako roślina pokojowa. Ogrodnicy zaliczają ją do grupy begonii o ozdobnych liściach.
W uprawie znajdują się głównie ozdobne kultywary.

## Morfologia
PokrójBylina posiadająca grube, mięsiste i płożące się kłącza, cała pokryta odstającymi włosami. Wysokość do 30 cm.
LiścieSą głównym walorem ozdobnym tego gatunku. Duże, niesymetryczne, w kształcie sercowatym z atrakcyjnym ubarwieniem i owłosione, często ozdobione wzorem widocznym na liściach. Liście przybierają barwy od różowej po czerwień, brąz, zieleń, a nawet prawie czarny kolor, w zależności od odmiany. Dolna strona blaszki liściowej jest czerwonawa. U niektórych odmian (np. 'Escargot') blaszka liściowa jest fantazyjnie zawinięta.
KwiatyDrobne i mało dekoracyjne, w kolorze białoróżowym, męskie 4-działowe z licznymi pręcikami. U osobników żeńskich kwiat jest 5–działkowy z 1 słupek. Okres kwitnienia przypada na czerwiec–sierpień.
OwocOskrzydlona torebka z drobnymi nasionami.

## Uprawa
- Wymagania: Jest dość łatwa w uprawie. Lubi ziemię przewiewną, lekką. Jest wrażliwa na przeciągi i zanieczyszczenia, szczególnie wyziewy z piecyków gazowych. Wymaga minimalnej temperatury 13 °C w zimie i 15 °C w lecie. Najlepsza jest standardowa ziemia torfowa. Należy ją trzymać w miejscu dobrze naświetlonym, ale nie bezpośrednio na słońcu. Dobrze rośnie w małej doniczce, gdy jednak staje się zbyt ciasna, należy roślinę na wiosnę przesadzić do doniczki większej o jeden numer.
- Pielęgnacja: Podlewać należy wodą bezwapniową, nie zwilżając przy tym liści; latem dwa razy w tygodniu, zimą co 7–10 dni. Od kwietnia do września należy roślinę zasilać rozcieńczonym nawozem wieloskładnikowym. Gdy powietrze jest nadmiernie suche liście należy zraszać. Nie należy nabłyszczać liści. Przycinanie nie jest potrzebne, roślina bowiem nie tworzy wydłużonych pędów jak np. begonia koralowa. Nie wymaga również czyszczenia liści
- Rozmnażanie: Najprościej poprzez podział rozrośniętych kęp, które wytworzyły nowe pędy. Zdarza się to jednak dość rzadko. Zazwyczaj rozmnaża się poprzez sadzonki liściowe, które przygotowuje się późną wiosną i ukorzenia w temperaturze ok. 21 °C w rozmnażarce (pod folią lub szkłem). Wyhodowanie nowej rośliny trwa dość długo, z tego też względu zazwyczaj kupuje się wyhodowane przez specjalistów młode rośliny.

## Niektóreodmiany uprawne
- 'Emerald Princess', 'Escargot', 'Luzerna', 'Red Baron', 'President Carnot'.